# Patrick Templeman
 (signalé en août 2025).
Si vous disposez d'ouvrages ou d'articles de référence ou si vous connaissez des sites web de qualité traitant du thème abordé ici, merci de compléter l'article en donnant les références utiles à sa vérifiabilité et en les liant à la section « Notes et références ».
- Archive Wikiwix
- Bing
- Cairn
- DuckDuckGo
- E. Universalis
- Gallica
- Google
- G. Books
- G. News
- G. Scholar
- Persée
- Qwant
- (zh) Baidu
- (ru) Yandex
- (wd) trouver des œuvres sur Wikidata

Pas d'image ? Cliquez ici

a Compétitions nationales et continentales officielles uniquement.

Patrick Templeman, né le 26 janvier 1993, est un joueur de rugby à XIII australien  évoluant au poste d'arrière ou de demi d'ouverture dans les années 2010 et 2020.
Il pratique le rugby à XIII dès son plus jeune âge. Il intègre ainsi le club des Wynnum-Manly Eagles, réserve des Brisbane Broncos évoluant en National Rugby League (« NRL »), et dispute la Queensland Cup dont il est finaliste en 2019. En 2021, le club français du XIII Limouxin le cible pour remplacer Eli Levido, P. Templeman tente alors ce pari. Durant deux saisons, il permet avec son compatriote Zachary Santo de porter le club limouxin en haut du classement, disputant la finale perdue du Championnat de France en 2022 puis en remportant le titre en 2023, saison où il est désigné « meilleur joueur » du Championnat en y étant meilleur marqueur de points. Toutefois, son départ précipité pour raisons extrasportives avant la saison 2023-2024 alors qu'il était prévu qu'il reste marque la fin de son aventure française.

## Palmarès
- Collectif : 
  - Vainqueur du Championnat de France : 2023 (Limoux).
  - Finaliste du Championnat de France : 2022 (Limoux).
  - Finaliste de la Queensland Cup : 2019 (Wynnum-Manly).

- Individuel : 
  - Meilleur joueur du Championnat de France : 2023 (Limoux).

### Détails en club
| Saison    | Saison        | Championnat | Championnat | Championnat | Championnat | Championnat | Championnat | Championnat | Coupe       | Coupe       |
| Saison    | Saison        | Comp.       | Class.      | M           | Pts         | Ess.        | Buts        | Dp.         | Comp.       | Class.      |
| --------- | ------------- | ----------- | ----------- | ----------- | ----------- | ----------- | ----------- | ----------- | ----------- | ----------- |
| 2021-2022 | XIII Limouxin | CHF         | Finaliste   | 12          | 126         | 5           | 53          | -           | Éd. annulée | Éd. annulée |
| 2022-2023 | XIII Limouxin | CHF         | Champion    | 17          | 205         | 9           | 84          | 1           | 2023        | 1/2 finale  |